# جامعة شفيلد
جامعة شيفيلد (بالإنجليزية: University of Sheffield)‏ هي أحد جامعات بريطانيا تصنف ضمن أفضل 100 جامعة في العالم وأفضل 20 جامعة في المملكة المتحدة وتتدرج تحت جامعات الطوب الأحمر، وكذلك تعتبر عضوا في مجموعة راسل للجامعات شعار الجامعة (لنكتشف أسباب الاشياء) يعمل فيها ما يقارب 1306 ما بين موظفين واساتذة ويدرس فيها ما يقارب 25000 طالب 7225 منهم يدرسون دراسات عليا.

## تأسيسها

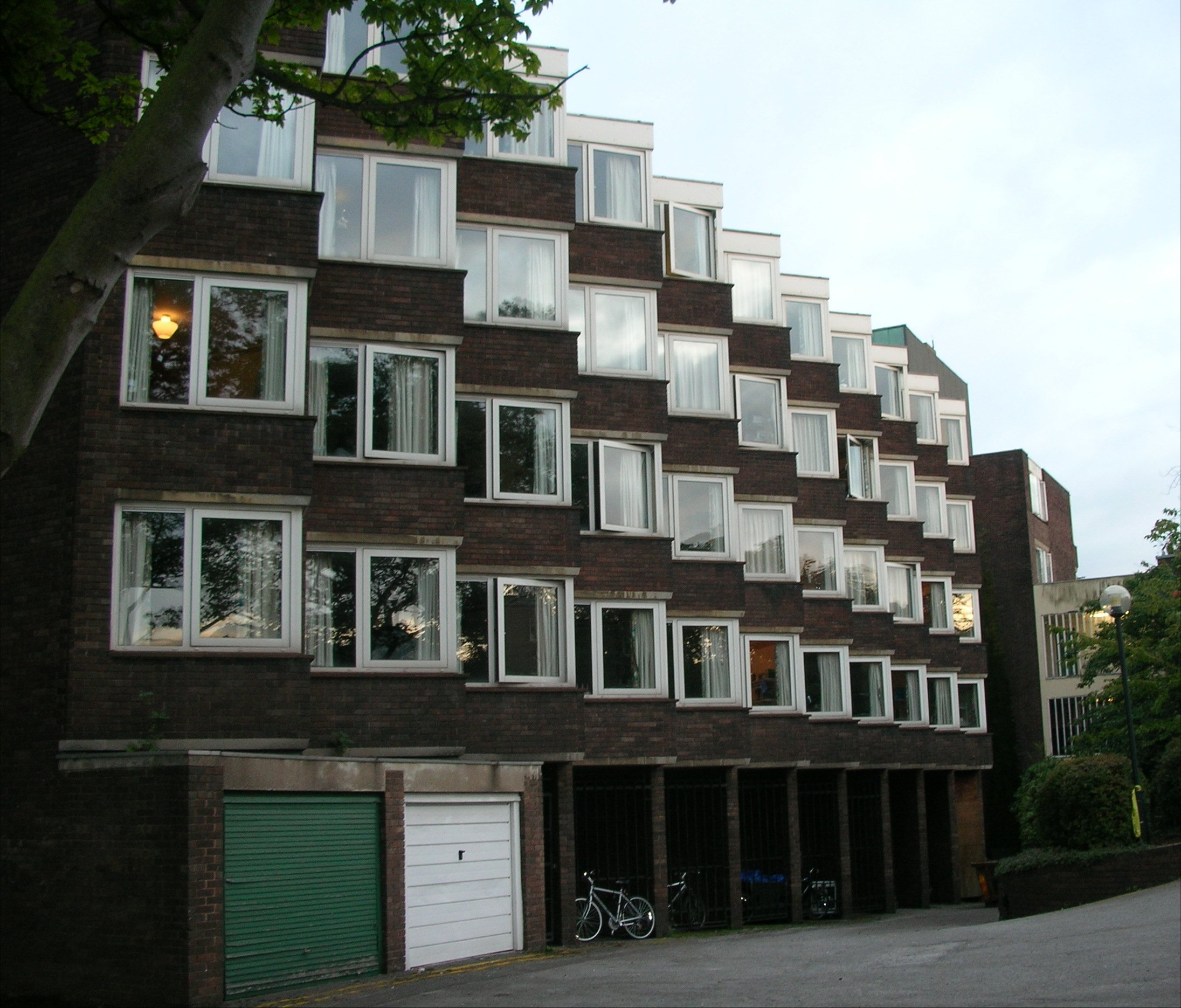
سكن الطلاب

يعد تاريخ تأسيسها الرسمي هو العام 1905 إلا أن الجامعة كانت موجودة منذ العام 1897 لكنها كانت مجموعة من ثلاث كليات هي كلية شيفيلد للطب تأسست عام 1828 وكلية شفيليد للعلوم والفنون والتي كانت تسمى كلية فيرث والتي ساعدت بشكل كبير في افتتاح الكلية الثالثة وهي كلية شيفيلد للتقنيات عام1884 ثم تم توحيدها لتصبح مجموعة كليات شيفيلد عام 1897 ثم تم تغييرها إلى جامعة رسمياً في العام1905 لتصبح جامعة شيفيلد.

## أقسام الجامعة

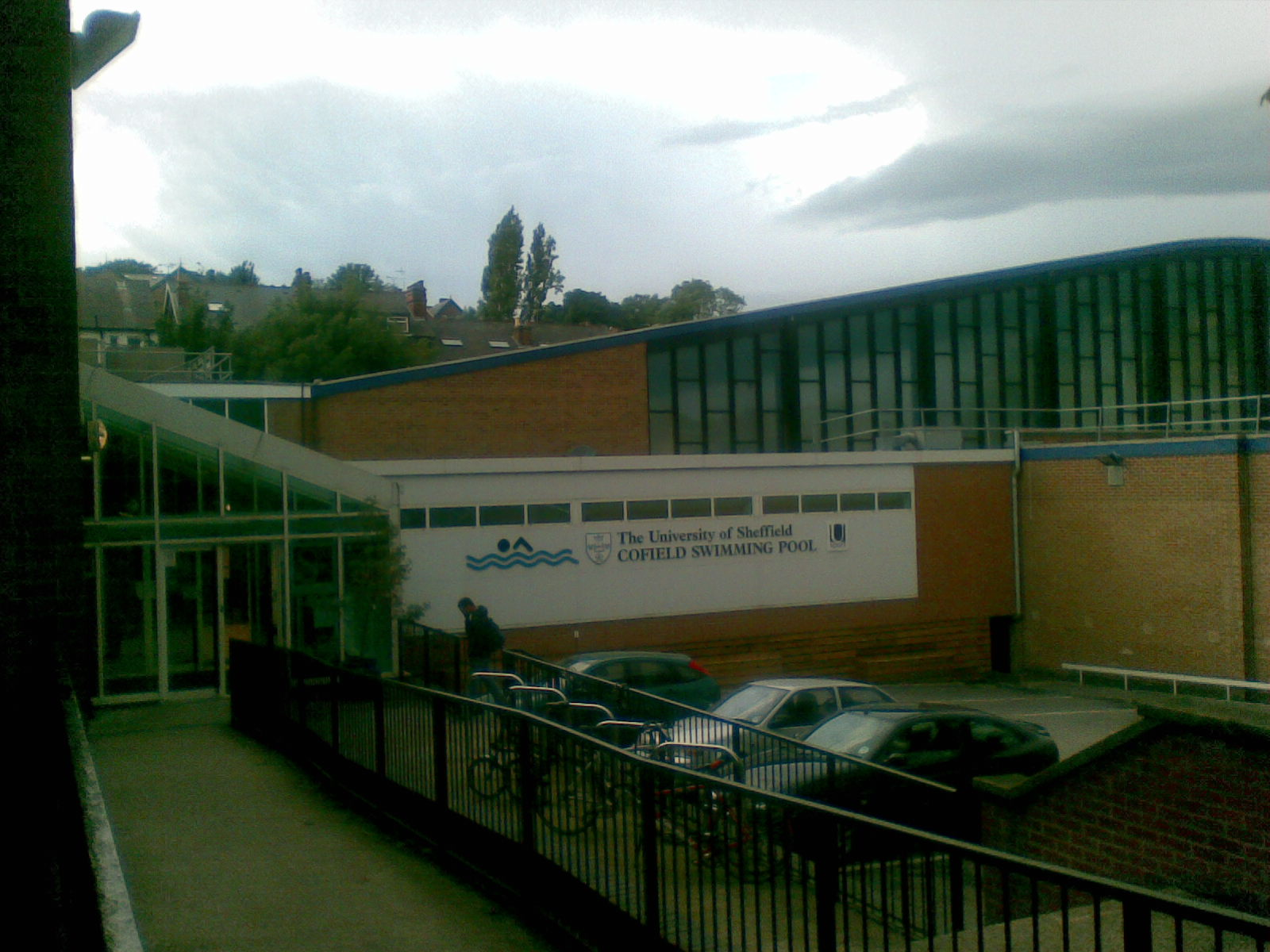
المجمع الرياضي

تضم الجامعة حالياً خمسة حقول دراسية رئيسية وهي:
- قسم دراسات الفن والإنسانيات.
- قسم دراسات الطب والصحة.
- قسم دراسات الهندسية.
- قسم دراسات العلوم الاجتماعية.
- قسم دراسات العلوم الأساسية.

وكذالك تحتوي الجامعة على مراكز ابحاث متطورة في المجالات المذكورة سابقاً

## الحرم الجامعي

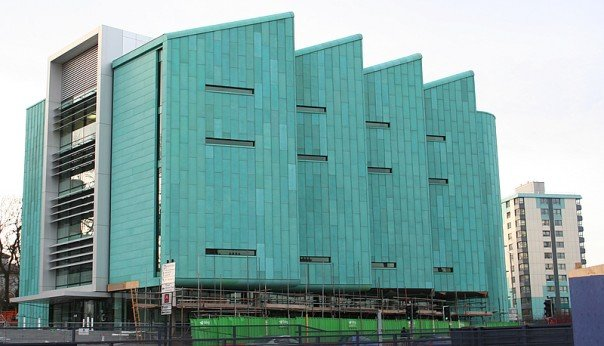
دار عموم المعلومات

يتكون الحرم الجامعي من مجموعة بنايات منتشرة داخل المدينة حيث يوجد كل قسم دراسي في منطقة منفصلة عن الآخر ويكون ملحق عادة بمكتبة خاصة به مزودة بالكتب اللازمة لهذا القسم وتوجد مكتبة رئيسية في وسط المدينة تسمى ما معناه «دار عموم المعلومات» (information commons) تتألف من 6 طوابق مزودة باجهزة كومبيوتر وكتب لجميع التخصصات، وهناك أيضاً مركز الجامعة والذي يشمل مبنى اتحاد الطلاب وكذلك مبنى التسجيل الرئيسي.

## معرض صور

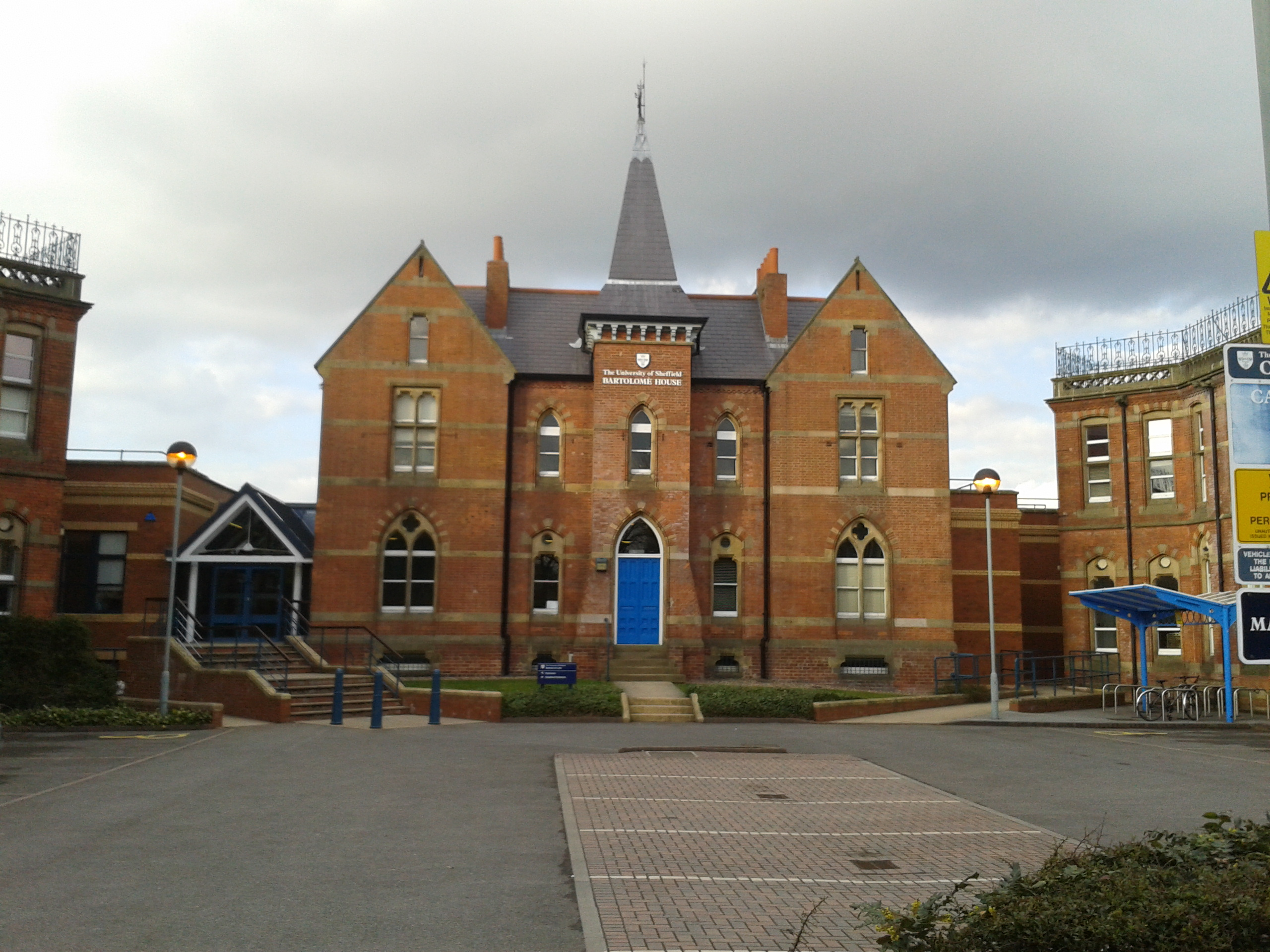
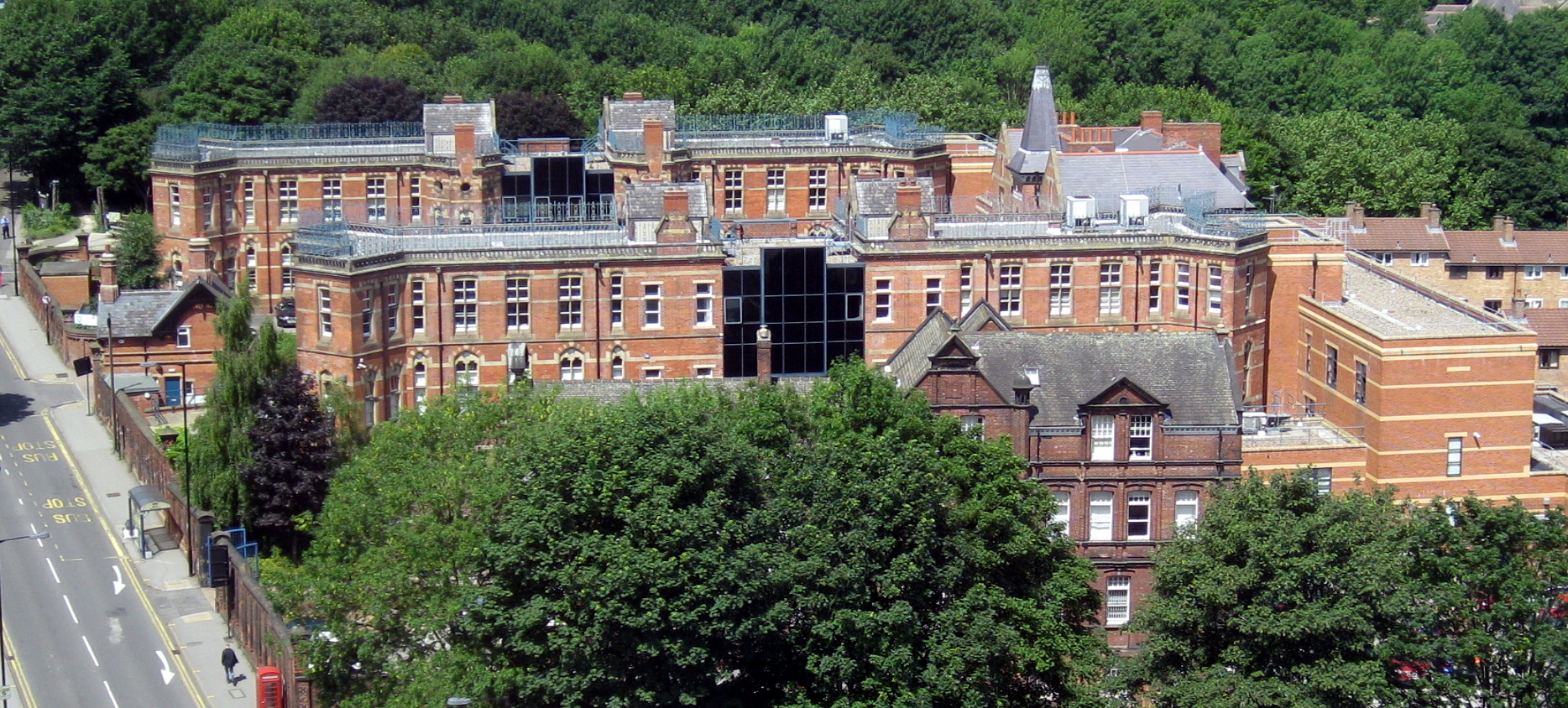
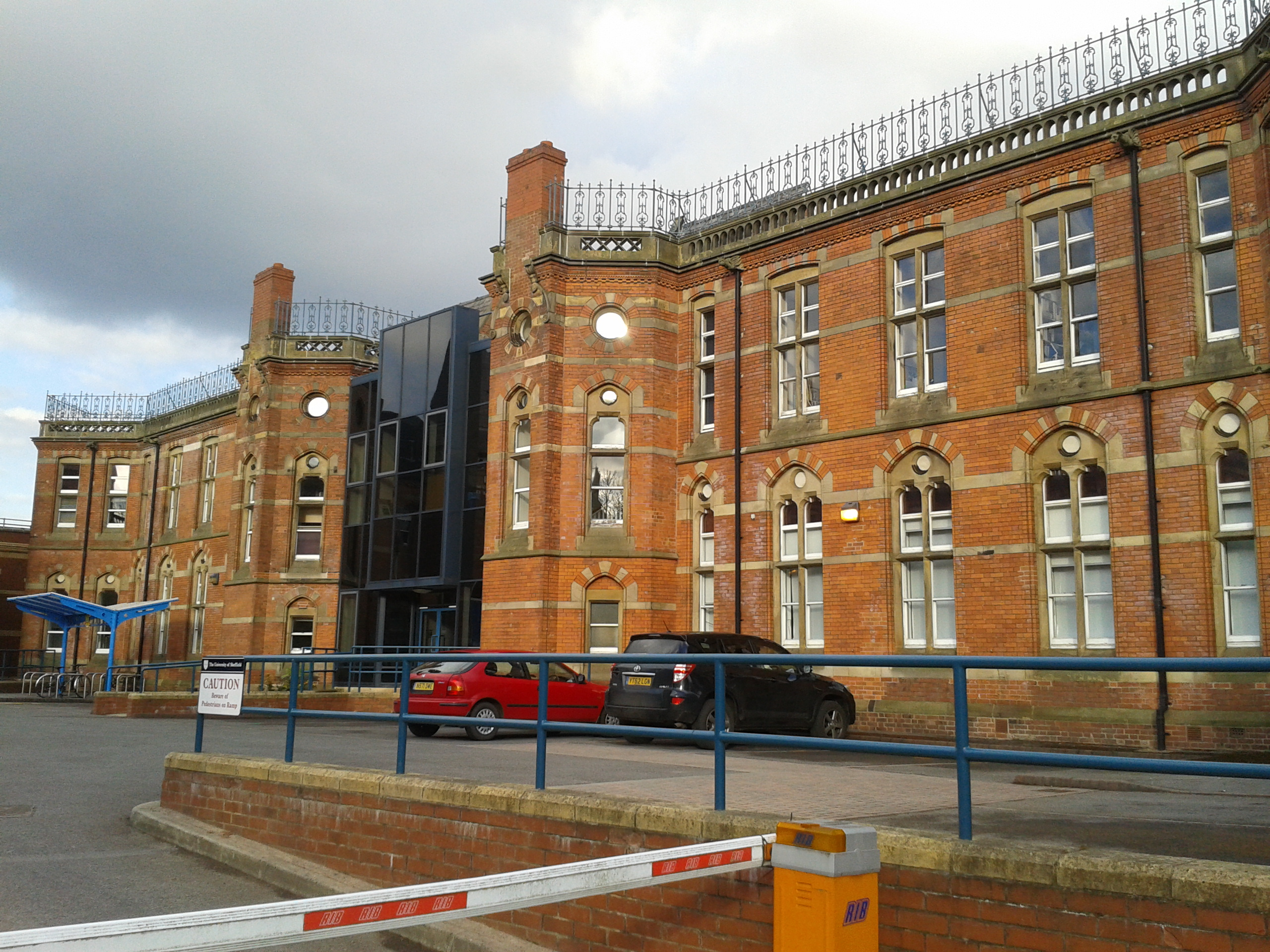
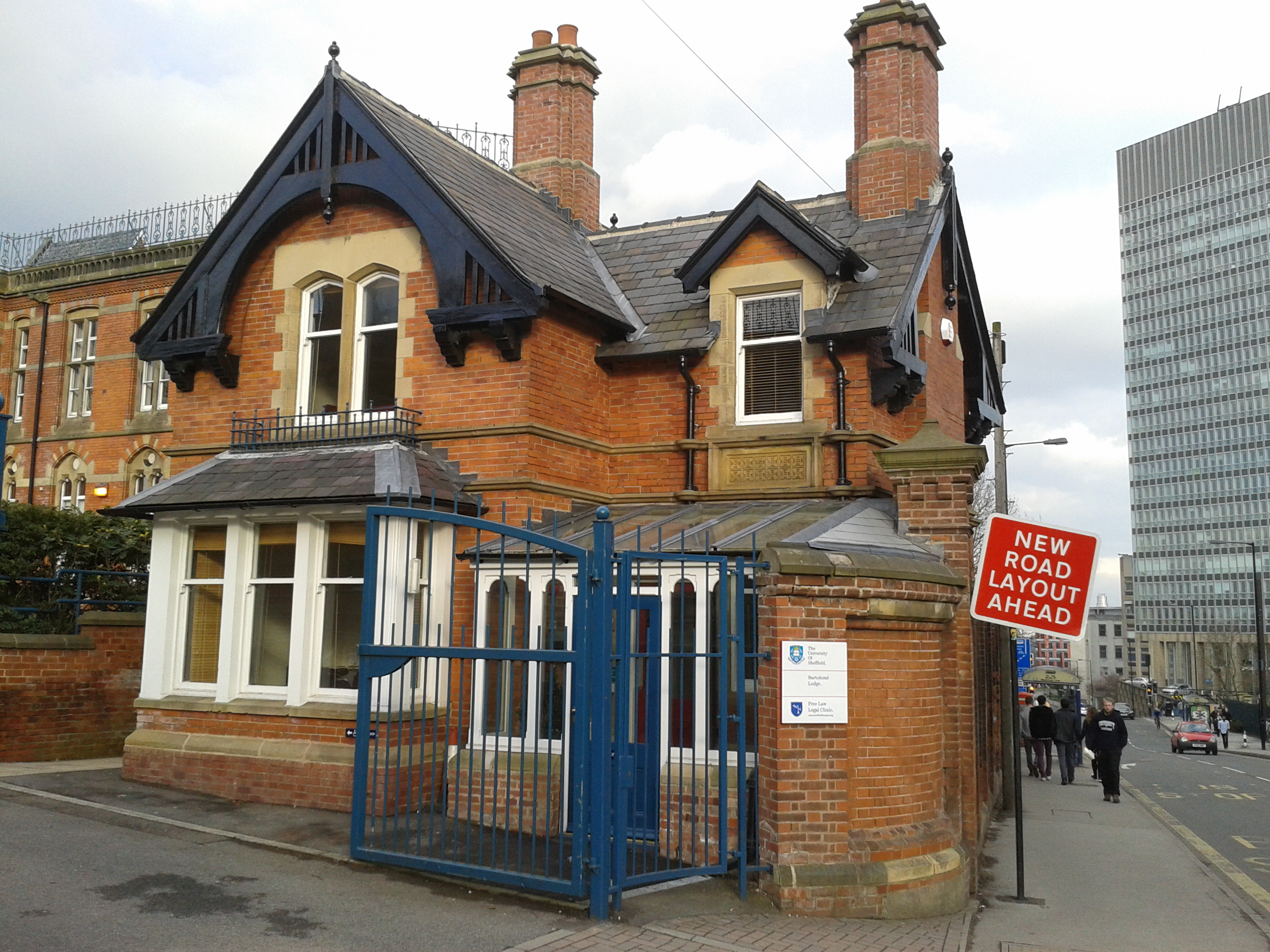